# Théâtre du Châtelet
El Teatre del Châtelet és un teatre situat a la plaça Place du Châtelet del 1r districte de París, inaugurat l'any 1862. Actualment el seu director és Jean-Luc Choplin, des de 2006, i la seva programació consta principalment de comèdies musicals, òperes, concerts clàssics, jazz, recitals i dansa. Acull des de 2002 la cerimònia dels Premis César del cinema francès. El Teatre del Châtelet és membre de la Xarxa Europea per a sensibilització de l'òpera i la dansa (RESEO).

## Segle XIX

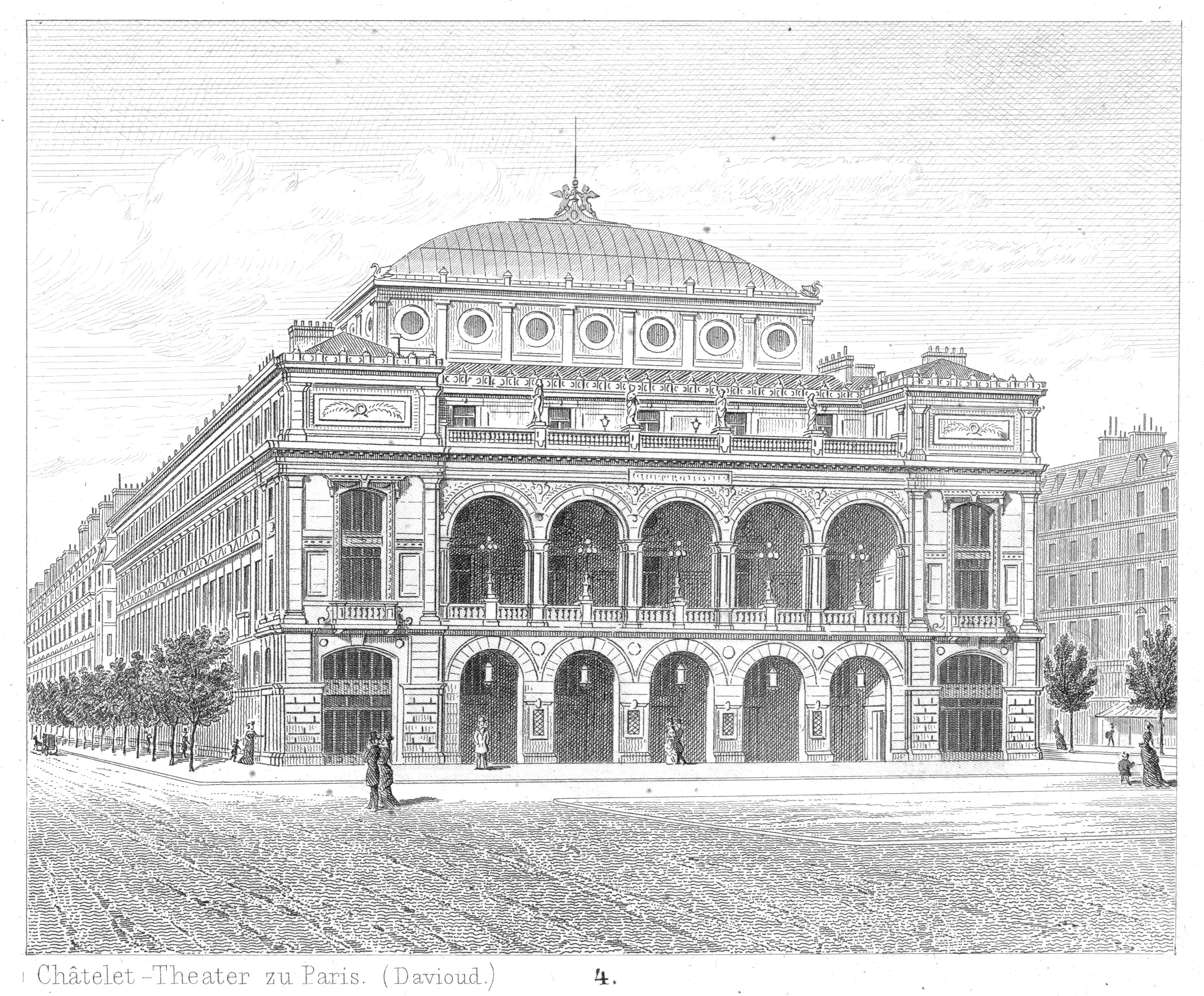
El teatre vers 1875

El teatre Chatelet Imperial va ser construït entre 1860 i 1862 per l'arquitecte Gabriel Davioud a petició del Baró Haussmann, al mateix temps que el Théâtre de la Ville just enfront d'ell, a l'altra banda de la plaça del Châtelet. L'emplaçament correspon a l'antiga fortalesa del Gran Châtelet, que va servir com a presó i tribunal a l'Antic Règim, i que va ser destruït el 1808 durant el regnat de Napoleó 1r. El teatre tenia al moment de construir-se 2.500 seients i s'emprava per a representacions teatrals. Es va inaugurar el 19 de d'abril de 1862, en presència de l'emperadriu Eugènia de Montijo, amb l'obra Rothomago d'Adolphe d'Ennery, Clairville (Louis-François Nicolaïe) i Henry Monnier. Al sostre es troben nou cartutxos, contenint cadascun d'ells una de les següents paraules: dansa, òpera, màgia, música, drama, tragèdia, comèdia, farsa i pantomima.

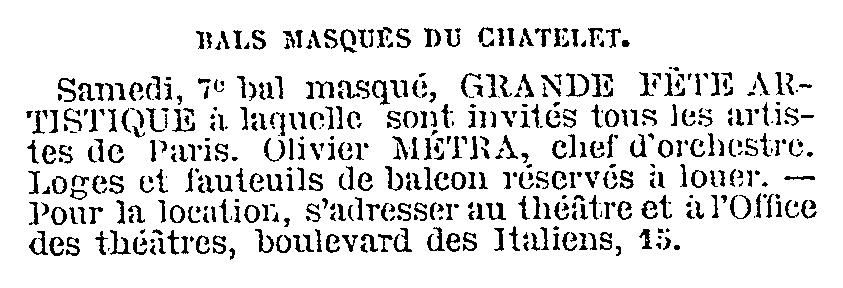
Anunci del 7è ball emmascarat del Carnaval de París 1868-1869, del 6 de febrer de 1869, amb Olivier Métra.

A l'època, com en d'unes altres sales d'espectacles parisenques, com l'Òpera de París o el Teatre de la Renaissance, s'organitzaven balls emmascarats durant el Carnaval de París. El període d'aquest esdeveniment comença cada any l'11 de novembre, dia de la Sant Martí de Tours.

## Segle XX
A començaments del Segle XX la programació s'obre a l'opereta, al ballet, a concerts de música clàssica i popular, i fins i tot, per un temps, a projeccions cinematogràfiques.
En 1907 el teatre comptava amb 3600 seients. El Sr. Fontaines n'era el director, Georges Bégusseau el secretari-general i Henri Prévost el director d'escena. El preu de les entrades anava des del 72 francs (llotges) a 1 franc (tercer amfiteatre). Les llotges estan connectats al bufet per mitjançant de campanes elèctriques
La dansa té al Segle XX un lloc particular a la programació del Châtelet, que acull companyies internacionals com ara els Ballets Russos de Serguei Diàguilev el 1909, amb importants ballarins com Vàtslav Nijinski, Anna Pàvlova, Tamara Karsàvina, Mikhaïl Fokin, del ballet del Teatre Mariïnski. El 22 de maig del 1911 es va estrenar Le martyre de St. Sébastien, de Claude Debussy i Gabriele d'Annunzio (escrit per Ida Rubinstein), Petruixka de Stravinski el dia 13 de juny de 1911, La Péri de Paul Dukas el 22 d'abril de 1912, L'après-midi d'un faune de Nijinski (sobre música de Debussy) el 29 de maig de 1912, Daphnis et Chloé de Ravel el 8 de juny de 1912, i Parade de Satie i Cocteau el 18 de maig de 1917.
A la direcció d'orquestra van participar nombrosos compositors i directors d'orquestra estrangers, com ara Txaikovski, Mahler i Richard Strauss.
A partir de 1929 el teatre Châtelet va esdevenir el temple dels grans espectacles d'opereta, sota la direcció de Maurici Lehmann. Nombrosos èxits van ser-hi representats, com Nina Rosa (1931) amb André Baugé, L'Auberge du Cheval-Blanc (1948, 1953, 1960 i 1968), Valsos de Viena (1943, 1957, 1964 i 1974), Les Chasseurs d'image (1946), La Maréchale Sans-Gêne (1948), Pour Don Carlos (1950) amb Georges Guétary, Annie du Far West (adaptada el 1950) amb Marcel Merkès i Lily Fayol, Le Chanteur de Mexico (1951), que va ser representada un miler de vegades amb Luis Mariano i Rudy Hirigoyen, La Toison d'Or (1954) amb André Dassary, Méditerranée (1956) amb Tino Rossi, Rose de Noël (1957) amb André Dassary, Le Secret de Marco Polo (1958) amb Luis Mariano, La Polka des lampions (1961) i Monsieur Carnaval (1965) amb George Guétary i Jean Richard.
Maurici Lehmann va fer una crida a compositors com Siegmund Romberg, Henri Christiné, Maurice Yvain, Pierre Petit, Francis López, Henri Betti, Jean-Michel Damase, Gérard Calvi i Charles Aznavour. El seu successor, Marcel Lamy, exdirector de l'Opéra-Comique, va produir les dues últimes operetes de Luis Mariano: Le Prince de Madrid (1967) i La Caravelle d'Or (1969). Després d'un temps d'incertesa, el Châtelet es va retrobar amb l'èxit, amb les més de 600 representacions de Gipsy, dirigida per André Martial (1972) i de Volga (1976) de Francis López amb José Todaro. El teatre acull també concerts de Monique Andrée Serf (Barbara) en els anys 1980 i 1990.

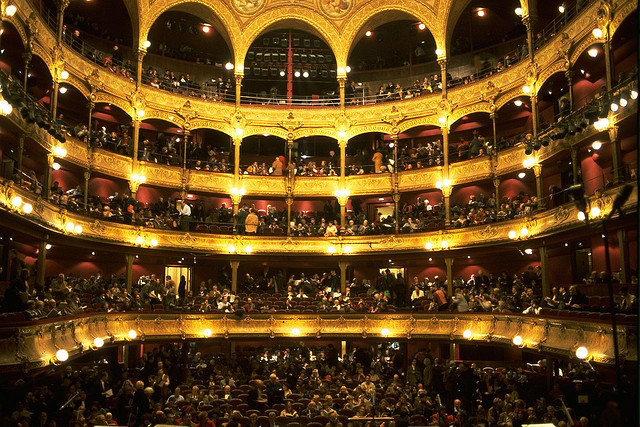
La sala del Châtelet

El 1979 la direcció passa a mans de l'Ajuntament de París, propietari de l'edifici. Després d'una profunda renovació, obre el 1980 sota el nom de teatre musical de París, amb una cabuda de 2008 seients, i la direcció de Jean-Albert Cartier. No s'oblida l'opereta, i s'hi representen La Vie parisienne, Die lustige Witwe, El ratpenat i La Fille de madame Angot. Es programen temporades d'òpera amb sobretot cicles de Verdi, d'òpera russa i de Wagner, amb artistes de fama internacional. L'any 1989 es replanteja l'acústica, es pinta el teló, obra del pintor Gérard Garouste, i la sala reprèn l'antic nom de Théâtre du Châtelet.
Stéphane Lissner, el seu director de 1988 a 1999, va fer de nou millorar l'acústica i la visibilitat. Amb ell es torna a la tradició de la creació i la innovació de començaments del segle vintè. Aconsegueix interessar importants artistes, com ara Patrice Chéreau, Pierre Boulez, Daniel Barenboïm, William Forsythe, Robert Wilson i orquestres en residència, com l'Orquestra de París i l'Orquestra Filharmònica de Ràdio França (les dues formacions es van instal·lar el setembre de 2006 a la Sala Pleyel). La Philharmonia Orchestra, de Londres, té la seva residència al teatre cada any des de 1992.

## Segle XXI
Jean-Pierre Brossmann va ser nomenat director el 1999. Aconsegueix la participació de John Eliot Gardiner, Simon Rattle, Kent Nagano, els cantants Jessye Norman, Thomas Hampson, Felicity Lott. Durant la primera temporada presenta Trois Sœurs de Peter Eötvös. El 2002 Jessye Norman interpreta Erwartung d'Arnold Schönberg. El 2003 van presentar la producció de Troyens de Berlioz, amb gran èxit. Offenbach torna al Châtelet amb dues noves produccions signades pel duo Marc Minkowski-Laurent Pelly: La Belle Hélène i La Gran duquessa de Gérolstein. Des de 2002 el teatre Châtelet acull la cerimònia d'entrega dels Premis César del cinema francès, succeint al Théâtre des Champs-Élysées.
El 2006 la nova direcció de Jean-Luc Choplin s'inicia amb una nova producció del Chanteur de Mexico, 55 anys després de la seva estrena.
El musical americà va arribar aleshores a aquest teatre, amb el compositor Stephen Sondheim amb sis representacions de A Little Night Music al febrer de 2010, amb les entrades exhaurides. Jean-Luc Choplin contracta artistes contemporanis com ara l'artista rus Oleg Kulik (Vespro della Beata Virgine de Claudio Monteverdi, i El Messies de Händel), Pierrick Sorin (La pietra del paragone de Gioacchino Rossini, Pastorale de Gérard Pesson i Pop'Pea, versió pop de L'incoronazione di Poppea de Monteverdi), el director de cinema David Cronenberg per a l'adaptació de la seva pel·lícula La Mouche en forma d'òpera, composta per Howard Shore, i el director d'escena Robert Wilson (la Passió segons Sant Joan de Johann Sebastian Bach).
El Châtelet present estrenes d'obres originals: Monkey, Journey to the West de Damon Albarn, Bintou Wéré, una òpera del Sahel de Zé Manel Fortes, Koulsy Lamko i Wasis Diop, Le Verfügbar aux Enferns, de Germaine Tillion. La sala acull igualment cantants pop: Sting el 18 de novembre de 2008 (Songs from a Labyrinth sobre poemes de John Dowland), Muse el 8 septembre de 2009.

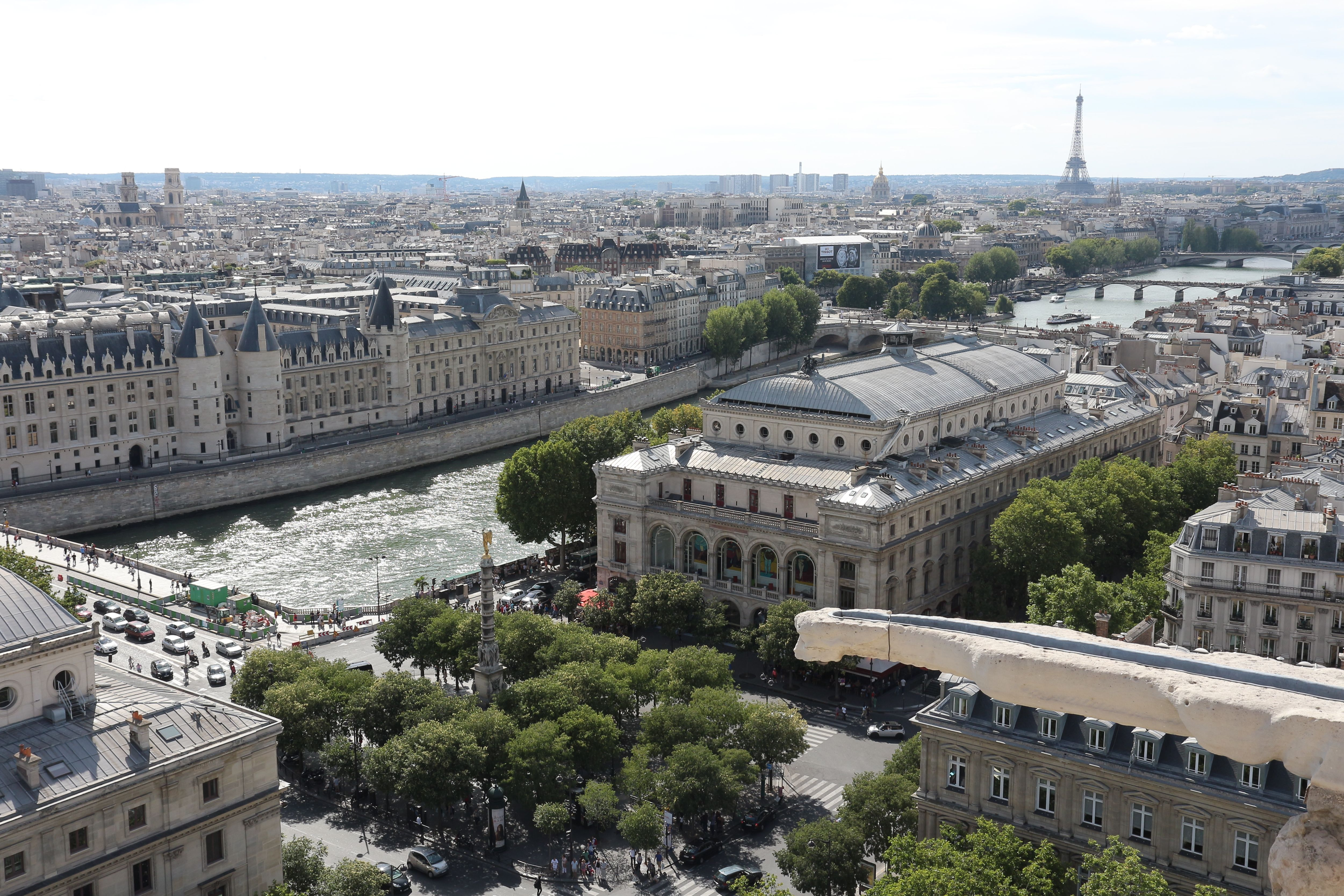
El teatre vist des de la torre Saint-Jacques

Jean-Luc Choplin crea el 2010 una nova sèrie de concerts: Concert Tôt, Concert Tea, destinat a les famílies amb obres de Beethoven, Duke Ellington, Ígor Stravinski, Mozart i temàtics tals que el circ, el tango, el jazz de Nova Orleans, el ballet clàssic i la música del barroc.
La sala ha sigut el marc del concert final de l'orquestra del Bolxoi a París, en la pel·lícula El Concert amb Alexei Gouskov i Mélanie Laurent.